# موش‌صاریغ دم‌چاق شکم‌نخودی
موش‌صاریغ دم‌چاق شکم‌براق (نام علمی: Thylamys venustus) نام یک گونه از سرده موش‌صاریغ‌های دم‌چاق است.